# Rangda
Rangda es la reina de los leyaks, demonios del mal en Bali, según la mitología tradicional balinesa.
Rangda, en javanés antiguo significa "viuda". Es la devoradora de niños que lidera un ejército de brujas malvadas contra el líder de las fuerzas del bien, Barong. La batalla entre Barong y Rangda es presentada en la llamada danza del Barong que representa la eterna batalla entre el bien y el mal.

## Descripción

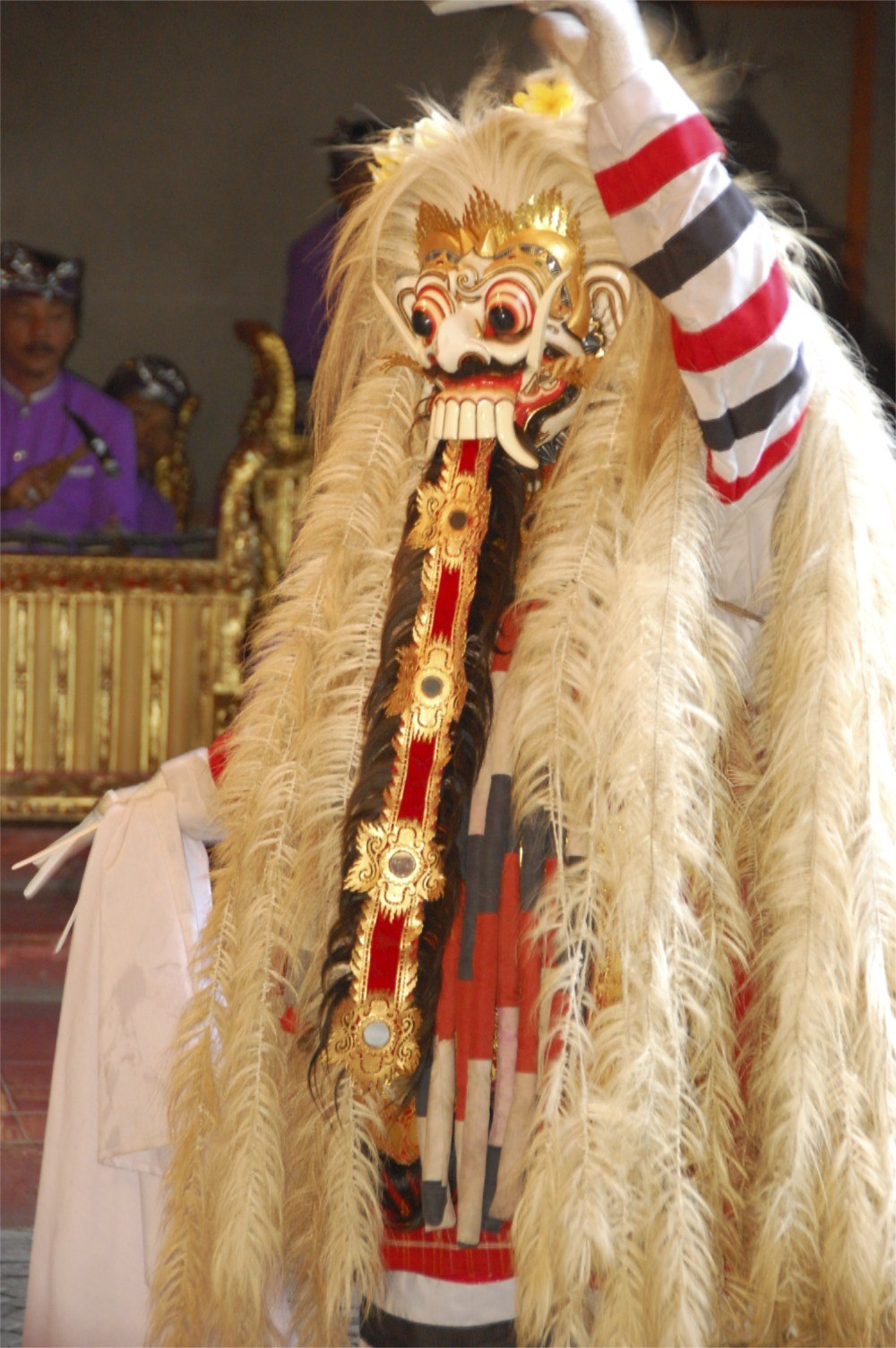
Representación de Rangda en la danza dramática balinesa del Barong.

Rangda es una figura importante en la cultura balinesa, y las actuaciones que presentan sus luchas contra Barong o con Airlangga son atracciones turísticas populares, así como una tradición en Bali. Se la representa como una anciana mayormente desnuda, con cabello largo y despeinado, senos colgantes y garras. Su rostro es, tradicionalmente, una horrible máscara con colmillos y ojos saltones, con una lengua larga y protuberante.

## Historia

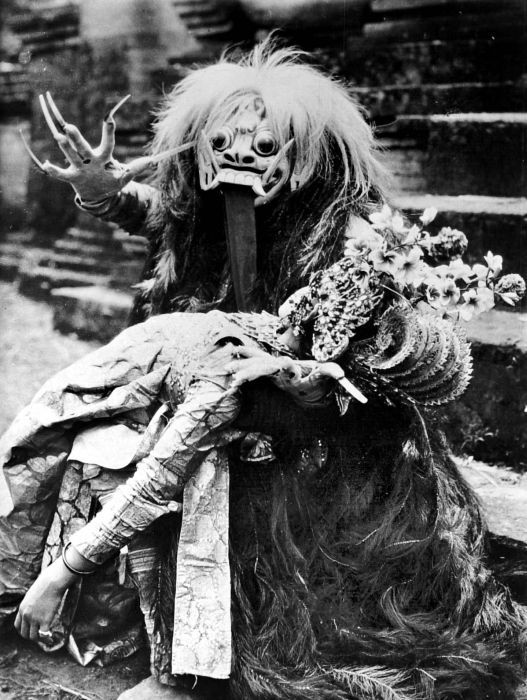
Rangda en la danza ritual.

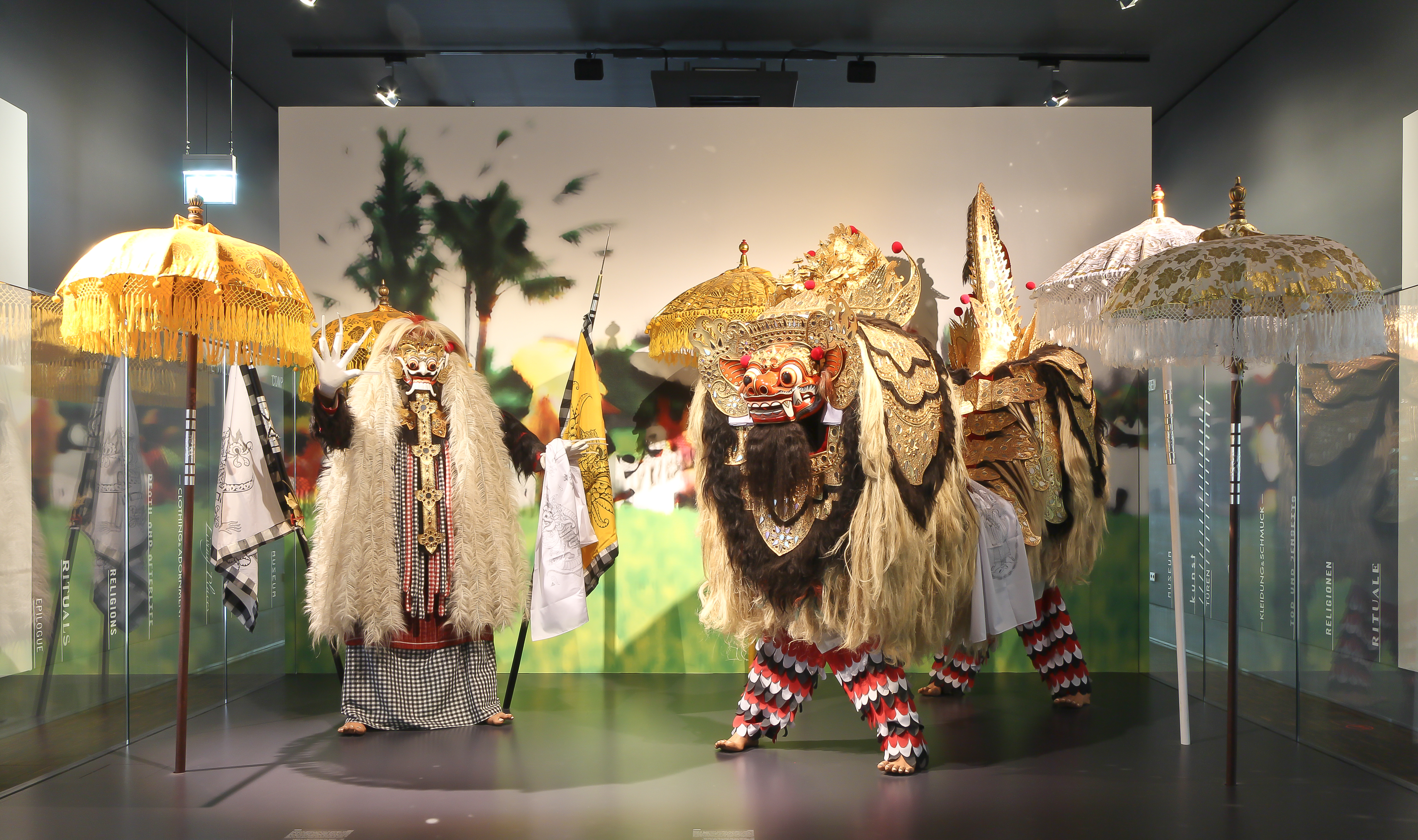
Rangda, una forma de la temida diosa de la muerte Durga. Singapadu, Sur de Bali.

Bali es una isla hindú, y se sugiere que Rangda también puede estar estrechamente asociada con la diosa guerrera Durga. Se la considera similar a otra diosa guerrera hinduista, Kali, diosa de la destrucción, la transformación y la protección en el hinduismo y también a la diosa de la guerra, el hambre y las epidemias, Chamunda.
Si bien Rangda es similar a Durga (o a Kali) en algunos casos, se la considera principalmente como la personificación del mal, a diferencia de Durga, que es vista como una diosa madre benévola de la fertilidad y la destrucción en el noreste de la India en Assam, Tripura. Rangda estaba vinculado a la leyenda de Calon Arang y también a la leyenda de la reina javanesa Mahendradatta divorciada de su marido, el rey de Bali Udayana Warmadewa, y exiliada.

### Calon Arang

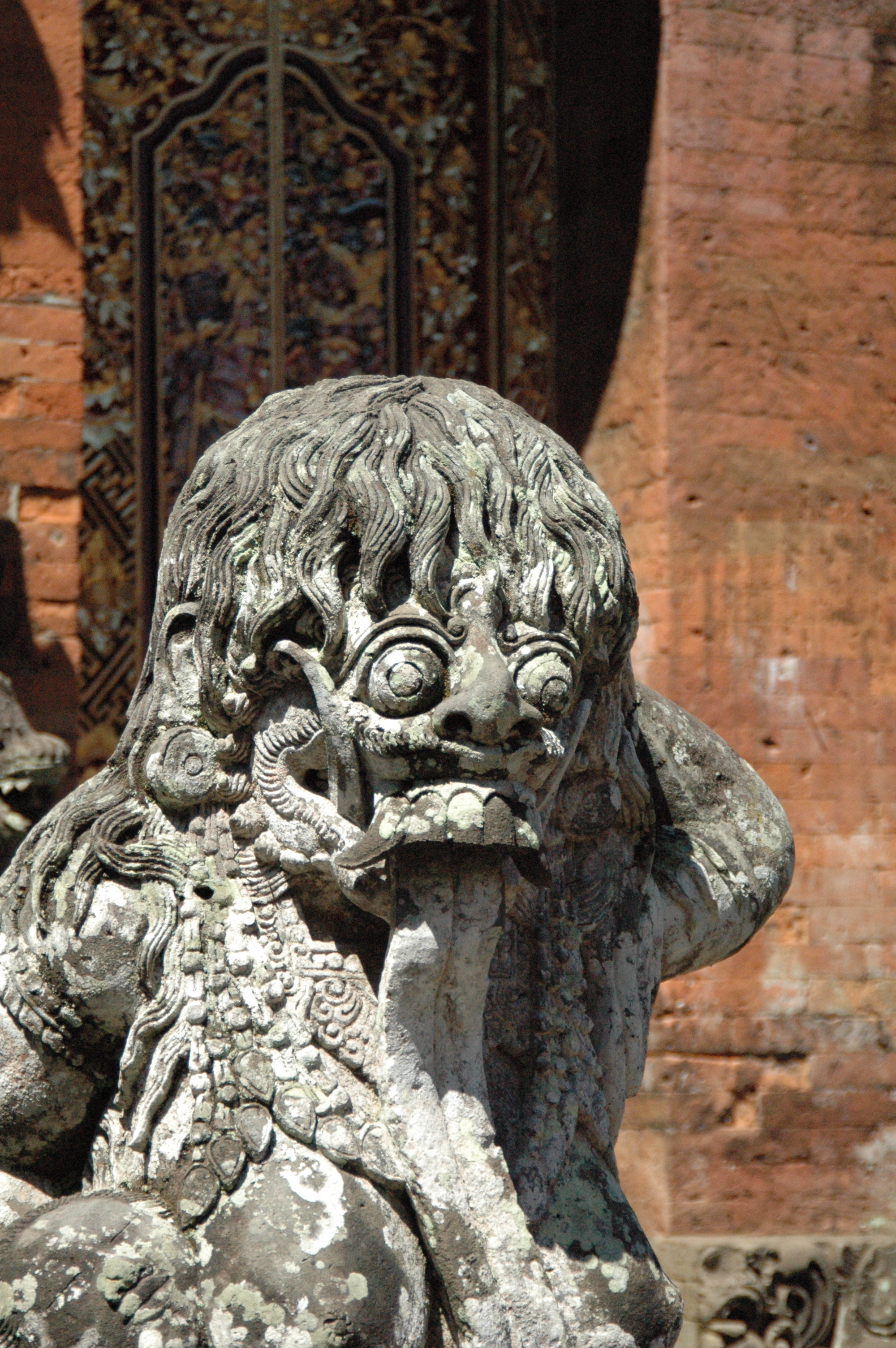
Estatua de Rangda en un templo balinés.

Rangda es conocida como una reina leyak, encarnación de Calon Arang, la bruja legendaria que causó estragos en la antigua Java durante el reinado de Airlangga a fines del siglo X. La leyenda dice que Calon Arang era una viuda que dominaba el arte de la magia negra, que a menudo dañaba los cultivos de los agricultores y provocaba enfermedades. Tenía una hija, llamada Ratna Manggali, que, aunque hermosa, no podía conseguir marido porque la gente le tenía miedo a su madre. Debido a las dificultades que enfrentaba su hija, Calon Arang estaba enojada y tenía la intención de vengarse secuestrando a una niña. Llevó a la niña a un templo de la Muerte para sacrificarla a la diosa Durga. Al día siguiente, una gran inundación se produjo en el pueblo y muchas personas murieron. También apareció la enfermedad.
El rey Airlangga, que había oído hablar de este asunto, pidió a su asesor, Empu Bharada, un hombre santo, que se ocupara de este problema. Empu Bharada envió a su discípulo, Empu Bahula, para que se casara con Ratna. Ambos se casaron con un gran banquete que duró siete días y siete noches, y la situación volvió a la normalidad. Calon Arang tenía un libro que contenía encantamientos mágicos. Un día, Empu Bahula encontró este libro y se lo entregó a Empu Bharada. Tan pronto como Calon Arang supo que el libro había sido robado, se enojó y decidió luchar contra Empu Bharada. Sin la ayuda de Durga, Calon Arang fue derrotada. Desde que fue derrotada, la aldea estuvo a salvo de la amenaza de la magia negra de Calon Arang.
Otras interpretaciones afirman que Rangda se derivó en realidad de la reina histórica del siglo XI Mahendradatta o de Gunapriyadharmapatni, una princesa javanesa hermana de Dharmawangsa de la dinastía Isyana de Java Oriental de finales del período del reino de Medang. Era la reina consorte del rey balinés Udayana y la propia madre de Airlangga. Mahendradatta es conocida por su devoción al culto de Durga en Bali.
La historia cuenta que Mahendradatta, la madre de Airlangga, fue condenada y exiliada por el rey Udayana por presuntamente practicar brujería y magia negra. Después de enviudar, herida y humillada, buscó venganza en la corte de su exesposo y en todo su reino. Convocó a todos los espíritus malignos de la jungla, los leyaks y los demonios que causaron la plaga y la muerte en el reino. Procedió a vengarse matando a la mitad de los habitantes del reino, que para entonces le pertenecía a ella y al hijo de Dharmodayana, Airlangga, con la peste, antes de ser vencida por un hombre santo.